# 钛酸银
钛酸银是一种无机化合物，化学式为Ag2TiO3。

## 性质与结构
Ag2TiO3是浅黄色、透明的晶体，对空气和潮湿敏感。Ag2TiO3中，有扭曲的TiO6八面体，八面体内的Ti-O距离为1.82~2.21 Å。

## 银的其它钛酸盐
钛酸银除了Ag2TiO3外，还有其它几种：
- 二钛酸银，Ag2Ti2O5，分子量391.47，密度5.81g/cm3。
- 三钛酸银，Ag2Ti3O7，分子量471.34。
- 四钛酸银，Ag2Ti4O9，分子量551.20。由Tl2Ti4O9和Ag+的阳离子交换反应制备。[1]